# Aly Attyé
Pour les articles homonymes, voir Attyé.
Aly Attyé, né le 29 janvier 1964, est un judoka sénégalais.

## Carrière
Aly Attyé participe aux Jeux olympiques d'été de 1988 à Séoul ; il est éliminé du tournoi des moins de 78 kg dès les seizièmes de finale par l'Argentin Gastón García.
Aux Championnats d'Afrique de judo 1990 à Alger, il est médaillé de bronze dans la catégorie des moins de 86 kg.
Il participe aux Jeux olympiques d'été de 1992 à Barcelone ; il est éliminé du tournoi des moins de 86 kg dès les seizièmes de finale par l'Argentin Sandro López (en).
Aux Championnats du monde de judo 1997 à Paris, il est éliminé en seizièmes de finale dans la catégorie des moins de 95 kg par le Lituanien Gintaras Ambraska.